# Rudno
Rudno er en landsby i det sydlige Polen i Województwo małopolskie. Byen ligger ved floden Rudno.
50°06′24″N 19°33′51″Ø / 50.1067°N 19.5642°Ø
|  | Infoboks uden skabelon Denne artikel har en infoboks dannet af en tabel eller tilsvarende. |